# Contea di Sheridan (Wyoming)
La contea di Sheridan (in inglese Sheridan County) è una contea dello Stato del Wyoming, negli Stati Uniti. La popolazione al censimento del 2014 era di 30 032 abitanti. Il capoluogo di contea è Sheridan.

## Geografia
Il territorio va dalle Bighorn Mountains a colline verdi e infine all'arida pianura.

### Contee confinanti
- Contea di Big Horn (Montana) - nord
- Contea di Powder River (Montana) - nord-est
- Contea di Campbell - est
- Contea di Johnson - sud
- Contea di Big Horn - ovest

## Storia
La contea fu creata nel 1888 da una porzione della contea di Johnson. Deve il suo nome a Philip Sheridan, generale durante la guerra civile americana.

## Comuni

### City
- Sheridan (capoluogo)

### Towns
- Clearmont
- Dayton
- Ranchester

### Census-designated places
- Arvada
- Big Horn
- Parkman
- Powder Horn
- Story